# Museo Regional Aníbal Cambas
El Museo Regional Aníbal Cambas es un museo situado en la ciudad de Posadas, en Argentina. Sus 75 años lo convierten en el más antiguo de la capital de Misiones.

## Ubicación
Se encuentra ubicado en la calle Roque González 550, en el Parque Paraguayo de la capital misionera.

## Historia
El museo fue inaugurado el 20 de marzo de 1940, dependiendo de la Junta de Estudios Históricos de Misiones, siendo su primer presidente Aníbal Cambas. La municipalidad de Posadas había entregado en comodato a la junta el terreno en el Parque Paraguayo. En 1947 una de las salas fue cedida al Cuerpo de Zapadores Pontoneros del Ejército Argentino. A raíz de esto, se comenzó a construir un nuevo edificio frente al parque para el museo y sede la junta, que fue inaugurado el 25 de mayo de 1947.

## Descripción

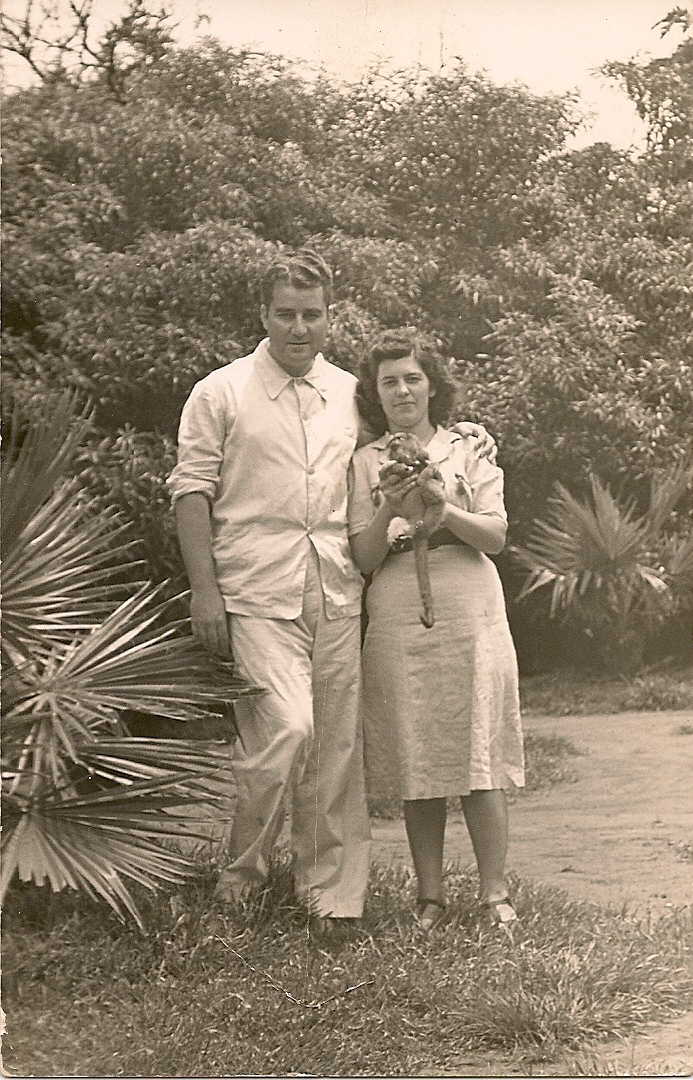
Aníbal Cambas y su esposa Matilde Isabel Antoni.

Lleva el nombre de Aníbal Cambas (n. 18 de mayo de 1905 en Posadas — † 21 de octubre de 1982) que fue un escribano público, músico y poeta argentino. Se casó con Matilde Isabel Antoni y tuvo dos hijas, Lucrecia y Graciela.
El museo posee colecciones de las culturas altoparanaense, umbú, eldoradense, tupí-guaraní, guayakí, jesuítico-guaraní y sobre la Edad Contemporánea en la provincia. El edificio cuenta con salas de muestras y exhibiciones y un auditorio para 150 personas. También cuenta con una colección de la simbiosis mataco-guayakí, una biblioteca y una hemeroteca.
Al momento de su apertura, el edificio original tenía una gran sala central y dos a los costados. El segundo edificio consistió en un chalet.
Las salas del museo reciben los nombres Julio César Sánchez Ratti, Félix de Azara y Federico C. Maynthuzen, mientras que la biblioteca recibe el nombre de Clotilde González de Fernández Ramos.

## Turismo
Este museo forma parte de la Región del Sur es una subregión turística de la provincia de Misiones, Argentina.
Está integrada por los departamentos de Apóstoles, Capital, Candelaria, San Ignacio, Concepción y San Javier.

## Fuente principal
- Etorena, A. y Freaza, J. C. (2010): Historia de Posadas. Vol. II. Posadas, Extra Impresos.